# 이랍스키군

이랍스키 군의 위치

이랍스키군(러시아어: Ира́фский район)은 북오세티야 공화국에 위치한 군이다. 중심지는 치콜라이다.
- 인구: 1만5,600명
- 면적: 1,37 sq. km.

## 지리
북오세티야 공화국의 서쪽에 위치해 있다.